# Erico IX de Suecia
Eric IX de Suecia (en sueco Erik) llamado El Santo o San Erik (~1120 - Gamla Uppsala, 18 de mayo de 1160) fue el rey de Suecia de 1156 a 1160. Fue venerado como santo en su país durante la Edad Media, pero la Iglesia católica nunca lo ha canonizado.
Es el fundador de la Casa de Erik. Sus obras se encaminaron a la consolidación y propagación de la fe cristiana en Escandinavia. Es considerado el santo patrón de la ciudad de Estocolmo. Su festividad es el 18 de mayo.

## Su reinado

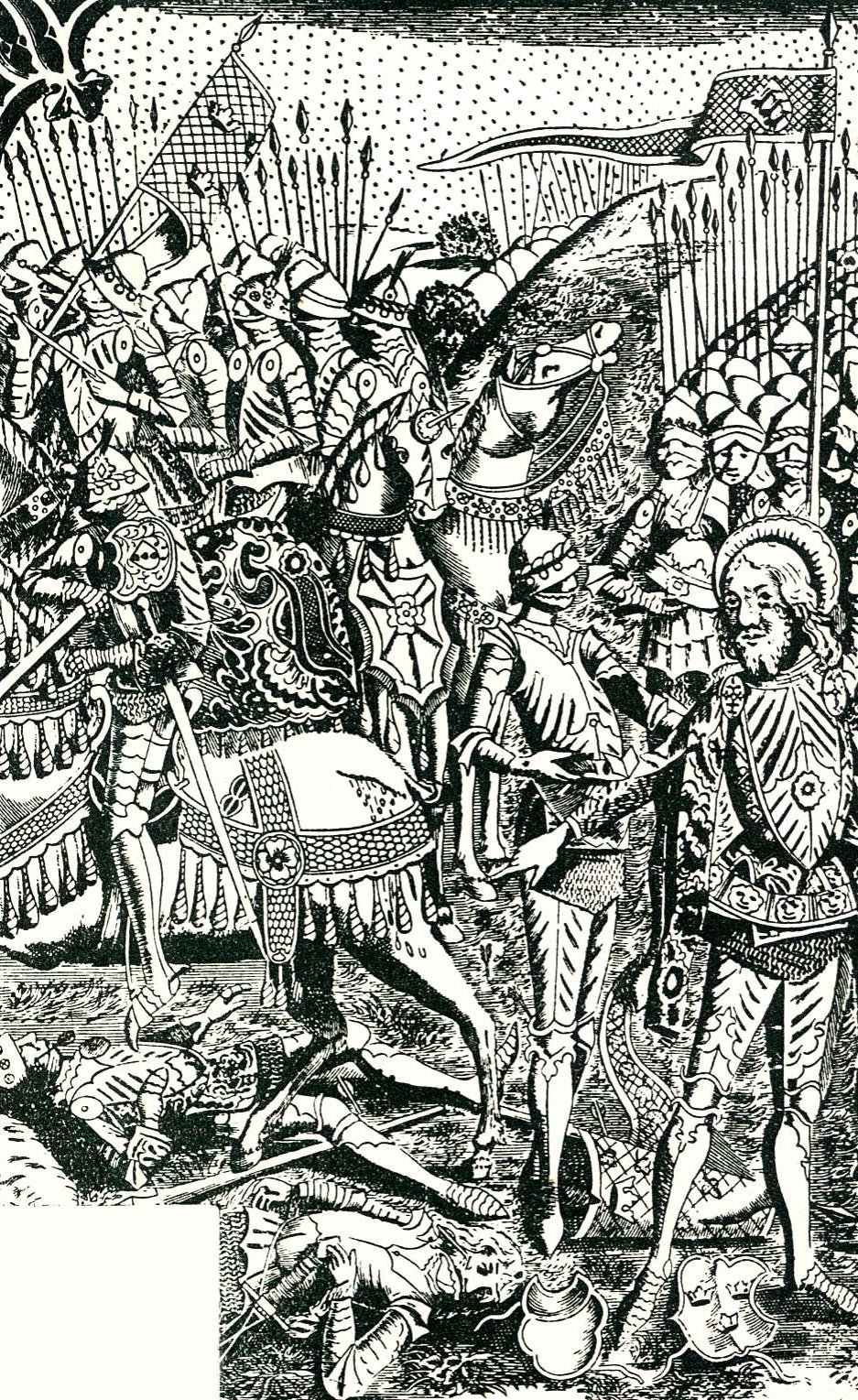
Grabado con Magnus II de Suecia y Eric el Santo en la batalla de 1719.

Nació en Västergötland, hijo de un noble llamado Jedvard (esto se sabe porque un hermano de Erik tenía el patronímico Jedvardsson), posiblemente Jedvard Torstensson Bonde (1070-1159), a su vez hijo de Thord Ulfsson Bonde (c. 1040-1100), un hijo de Ulf el gallego. En la saga de Sverre se le cita como Eric el Santo, hijo de Jedvard. Su madre era Cecilia Svensdotter (una hija de Blot-Sven).
En 1150 fue elegido rey por los suecos de Uppland, al mismo tiempo que reinaba en Suecia Sverker I, por lo que Eric fue rival de este último. Después del asesinato de Sverker en 1154, Eric fue el soberano de toda Suecia, aunque algunos historiadores medievales, como Saxo Grammaticus, lo consideran un usurpador.
Probablemente su derecho a ocupar el trono le venía por su matrimonio con Cristina Bjørnsdatter, noble danesa nieta del rey Inge I de Suecia.
Las obras conocidas durante su reinado tienen un carácter religioso. Se terminó y consagró la Catedral de la Vieja Upsala. Contando con el apoyo y consejo del obispo San Enrique de Upsala, Eric emprendió la primera Cruzada de Finlandia en 1155, con el fin de cristianizar a los finlandeses paganos. Esta cruenta guerra finalizaría con la victoria de Eric y constituiría el fundamento para un largo dominio sueco en Finlandia, que duraría hasta el siglo XIX.
Murió asesinado en 1160 el día de la Ascensión del Señor, junto a la Catedral de la Vieja Upsala, cuando salía de misa. Fue abordado por varios hombres, derribado de su caballo y decapitado. Los sospechosos eran gente ligada a la Casa de Sverker, que pretendía controlar nuevamente el gobierno de Suecia. La Leyenda de San Eric, un manuscrito medieval que narra la vida del monarca, culpa al príncipe danés Magnus Henriksen, pretendiente al trono sueco. Magnus habría obtenido el apoyo de algún sector de la nobleza sueca, que decidió deshacerse de Eric, probablemente por su impopular política de pagar diezmo a la iglesia.
Fue sepultado en la catedral de Gamla Uppsala. En 1167 sus restos fueron guardados como reliquias, y en 1273 trasladados a la nueva Catedral de Upsala, sede del nuevo arzobispado.

## Eric es venerado santo

Escudo de la ciudad de Estocolmo, con la efigie de Eric el Santo.

Poco después de su muerte en 1160, el asesinato de Eric fue considerado un martirio por su hijo Canuto y sus seguidores, y pronto comenzó a ser venerado como un santo local en la provincia de Uppland, culto que después fue propagado por todo el país y sería reconocido en toda Escandinavia. Su fiesta se estableció el 18 de mayo, el día del aniversario de su muerte, cuando se realizaban procesiones hacia la catedral en espera de buenas cosechas.
El papa Alejandro III se negó a reconocer la santidad de Eric en 1172, y de hecho la Iglesia católica nunca lo canonizaría, aunque su culto fue tolerado. La dulía también tenía claros tintes políticos, pues su familia trató de manera ventajosa de ascender al trono de ese país en varias ocasiones.
Sin embargo, su nombre figura en el Calendario de Santos Luterano.
Entre los milagros que se atribuye Eric se encuentra la leyenda de un manantial que surgió en el lugar donde su sangre fue derramada. En ese manantial existió una fuente en la época medieval llamada la Fuente de San Eric, que en la actualidad podría corresponder a la fuente Slottkälla, en las inmediaciones de la Catedral de Upsala.
Las reliquias de San Eric, trasladadas a la actual Catedral de Upsala, consisten de huesos humanos con una lesión en el cuello. También existen varias pinturas en la Catedral que aluden a Eric y al obispo Enrique.
Es considerado el santo patrono de Estocolmo y el escudo de armas de la ciudad contiene la efigie del rey.

## Familia
Hijos con Cristina Bjørnsdatter:
1. Canuto (fallecido en 1195 o 1196). Rey de Suecia de 1167 a 1196.
2. Felipe.
3. Catalina. Casada con Nils Blake, noble noruego.
4. Margarita (fallecida en 1209). Casada con Sverre I de Noruega.